# Ctenidium plumicaule
Ctenidium plumicaule är en bladmossart som beskrevs av Fleischer 1922. Ctenidium plumicaule ingår i släktet Ctenidium och familjen Hypnaceae. Inga underarter finns listade i Catalogue of Life.